# Georg Reinhold Curicke
Georg Reinhold Curicke (* um 1640; † 25. Dezember 1708) war Gerichtsschreiber in Danzig.

## Leben
Er stammte aus einer reformierten Familie. Der Vater Reinhold Curicke war Stadtschreiber und Stadthistoriker, die Mutter Catharina (oder Elisabeth) eine Tochter des reformierten Predigers Georg Pauli.
Georg Reinhold besuchte das Akademische Gymnasium in Danzig und 1671 das Gymnasium im westfälischen Hamm. 1677 studierte er Jura in Marburg.
Später kehrte er nach Danzig zurück und wurde Gerichtsschreiber.

## Publikationen
Georg Reinhold Curicke ergänzte das Werk seines Vaters Historische Darstellung der Stadt Dantzig umfassend und bemühte sich lange vergeblich, es im Druck erscheinen zu lassen. Ablehnung beim Rat der Stadt erregten einige Textinhalte, die zu sehr reformierte Positionen darstellten. Erst 1687 erschien das Buch, mit über 40 Kupferstichen des niederländischen Architekten Peter Willer.
- Der Stadt Dantzig Historische Beschreibung, Worinnen Von dero Uhrsprung/ Situation, Regierungs= Art/ geführten Kriegen / Religions- und Kirchen-Wesen außführlich gehandelt wird. Verfasset und. zusammen getragen durch Reinhold Curicken Secretarium. Im Jahr Christi 1645. Anitzo aber mit sonderbahrem Fleiß / nebst vielen dazu gehörigen Kupferstücken in öffentlichen Druck aufgegeben von Georg Reinhold Curicken. Anno Domini 1686. Und mit vielen newen Additionibus vermehret und continuiret biß auff die gegenwertige Zeit.  Amsterdam und Dantzigk. Verlegt durch Johan und Gillis Janssons von Waesberge Buchhändlern. 1687 MDZ Google (Nachdruck Rosenberg, Danziger Verlagsgesellschaft Hamburg 1979)
- Neuauflage 1688 SLUB

Curicke verfasste auch eine Lobschrift auf den neuen polnischen König August den Starken im Auftrag der Stadt Danzig und war an juristischen Publikationen beteiligt.
- Peregrinationes Non Illas, Qvas Avaritia (...) Oratione, A. H. cIc Icc LXIX. D. IV. Jul. (...) Commendare Constituit Georgius Reinoldus Curicke, Gedanensis. (...) Peramanter Convocat Joh. Petr. Titius (...), David Friedrich Rhetius, Danzig, vor 1669, Schrift im Gymnasium Danzig unter Johann Peter Titz

- De legibus (...), B[ernhard] Wolphardt, Hamm, 1671, Schrift im Gymnasium Hamm
- Lex Regia, seu vera et fundamentalis (...), Marburg 1677, juristische Disputationsschrift an der Universität.
- Ne Quid Nimis, Dictum Chilonis Lacedæmonii E Philosophia Morali Illustratum. P. 1, Johann Zacharias Stolle, Danzig [ohne Jahr], mit anderen Autoren
- Freuden-Bezeugung der Stadt Dantzig über die höchst-erwünschte königliche Wahl und darauf glücklich-erfolgte Krönung des durchläuchtigsten grossmächtigsten Fürsten und Herrn Herrn Augusti des Andern Königs in Pohlen, Gross-Fürsten in Litthauen, Reussen, Preussen, Masau, Samoiten, Kyow, Wollhinien, Podolien, Podlachien, Lieffland, Schmolensko, Sewerien und Czernichow, &c., Hertzogen zu Sachsen, Iülich, Cleve, und Bergen, auch Engernund Wesphalen des Heil. Röm. Reichs Ertz-Marschalln und Chur-Fusten, Landgrafen in Thüringen, Marggrafen zu Meissen auch Ober- und Nieder-Lausitz, Burggrafen zu Magdeburg, gefürsteten Grafen zu Hennebergen, Grafen zu der Marck Ravensberg und Barby, Herrn zu Ravenstein zc. zc. zc.,  des allergnädigsten Königes und Herrn : wobey höchstgedachter Maiestat Königlicher Einzug in besagte Stadt die daselbst aufgerichtete Ehren-Pforten Huldigungs-Actus, gehaltenes Feuerwerck und was sonsten denckwürdiges vorgefallen biss an dero königlichen Abzug warhafftig beschrieben und alles in schönen Kupfferer repraesentiret wird, Gillis Jansson von Waesberge, Johann Zacharias Stolle, Danzig 1698 BSB Google